# 北陶官街道
北陶官街道，是中华人民共和国辽宁省鞍山市铁西区下辖的一个乡镇级行政单位。2019年12月，撤销北陶官街道，下辖的社区成建制划入繁荣街道。

## 行政区划
北陶官街道下辖以下地区：
公群社区、三街口社区、六街口社区、工焦社区和立交社区。